# Кар (міфологія)
Кар (дав.-гр. Κάρας) — легендарний засновник і перший володар Мегар, син Форонея, царя аргоських пеласгів.
Збудував у місті святилище Деметри (Мегарон), що дав назву поселенню, та акрополя Мегар, який отримав назву Карія (грец. Καρία), нібито на його честь.
Був похований біля дороги з Мегар до Коринфа, над могилою був зведений пагорб, прикрашений ракушняком.